# Konfederacja Lewiatan

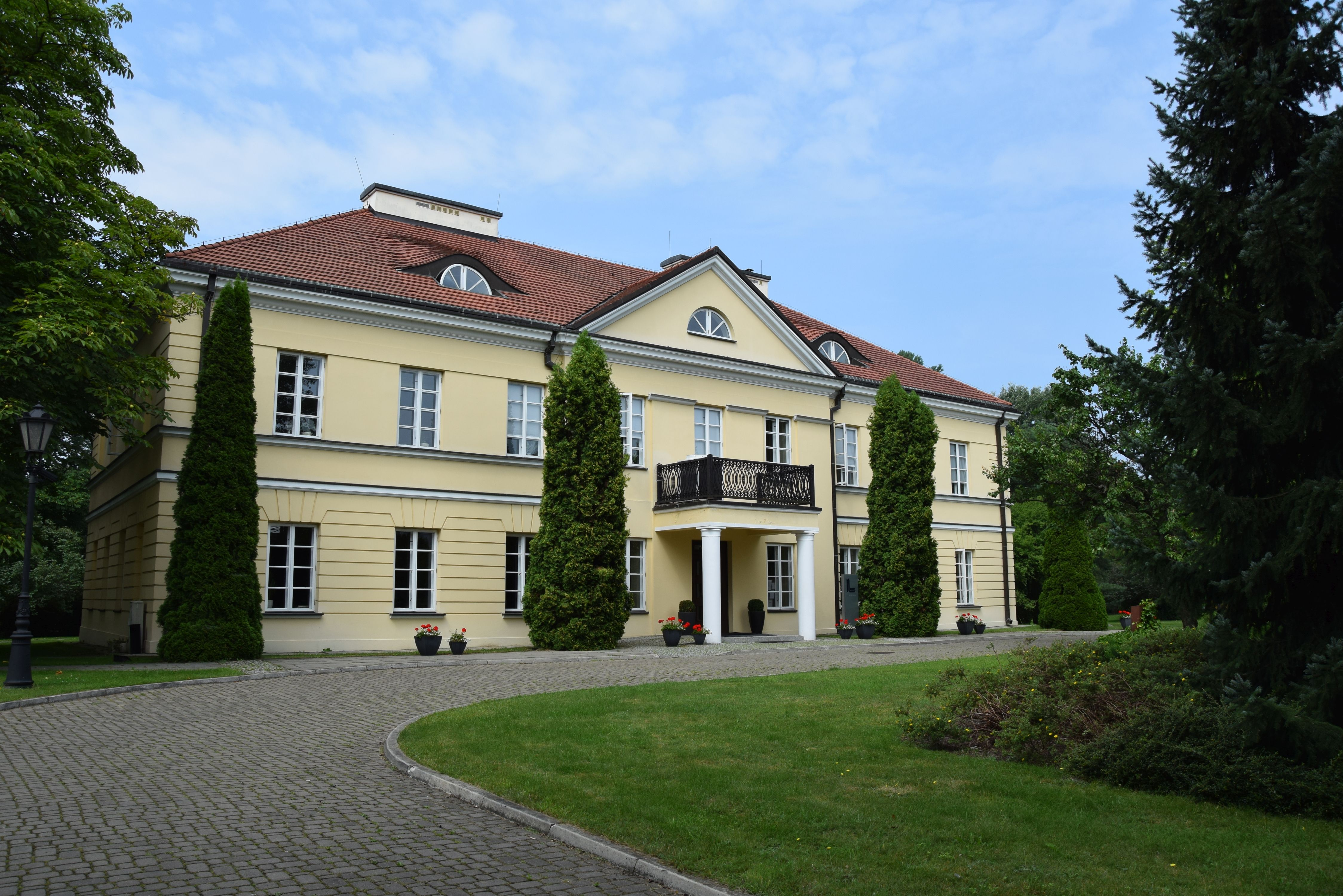
Siedziba Konfederacji Lewiatan przy ul. Cybulskiego 3 w Warszawie

Konfederacja Lewiatan (dawniej Polska Konfederacja Pracodawców Prywatnych Lewiatan) – organizacja pozarządowa utworzona w styczniu 1999, reprezentująca interesy polskich przedsiębiorców prywatnych. Funkcję prezydenta konfederacji od 2019 pełni Maciej Witucki.

## Działalność
Organizacja ogłosiła własny program gospodarczy, zawierający postulaty aktywizacji przedsiębiorczości w Polsce, a także reprezentuje interesy przedsiębiorców przed instytucjami państwowymi. Skupia w związkach regionalnych i branżowych ok. 4100 firm z całej Polski zatrudniających ponad 1 milion pracowników. Jest członkiem Rady Dialogu Społecznego (dawniej Komisji Trójstronnej ds. Społeczno-Gospodarczych). Należy do organizacji BusinessEurope będącej reprezentantem interesów przedsiębiorców i pracodawców wobec Komisji Europejskiej, Parlamentu Europejskiego i innych instytucji UE. Ma swoje stałe przedstawicielstwo w Brukseli.
Od 2001 r. Konfederacja Lewiatan opracowuje własne reprezentatywne badania kondycji firm z sektora MŚP, bada też m.in. innowacyjność polskich przedsiębiorstw. Badania pozwalają na analizę i ocenę trendów rozwoju polskiej gospodarki. Konfederacja Lewiatan systematycznie analizuje też warunki prowadzenia działalności gospodarczej, wskazuje największe bariery (w ogłaszanej co roku „Czarnej liście barier dla rozwoju przedsiębiorczości”), a następnie podejmuje działania, by te bariery usuwać.
Przedstawiciele Lewiatana zasiadają w 450 radach, komitetach, grupach i innych ciałach decyzyjnych, m.in.: w Komisji Europejskiej, BIAC, Europejskim Komitecie Ekonomiczno-Społecznym, radach nadzorczych ZUS i PFRON, Naczelnej Radzie Zatrudnienia, Wojewódzkich Radach Dialogu Społecznego.
Lewiatan opowiada się za harmonizowaniem celów gospodarczych ze społecznymi, zabiega o rozwój kapitału społecznego w Polsce m.in. poprzez realizację wielu projektów społecznych z organizacjami pozarządowymi, promuje CSR i etyczny biznes.
Sukcesy konfederacji, m.in.:
- Ustawa o swobodzie działalności gospodarczej (uchylona w 2018 r.)
- 19% CIT i PIT od działalności gospodarczej
- Nowelizacja Kodeksu spółek handlowych (własny projekt)
- Zniesienie akcyzy na kosmetyki.

## Władze Konfederacji Lewiatan
Najwyższym organem organizacji jest Zgromadzenie Ogólne, którego działalność nadzoruje Rada Główna. Rada Główna powołuje Prezydenta Konfederacji oraz nadzoruje działalność Zarządu, który spośród swoich członków wyłania Prezydium. Zarząd Konfederacji Lewiatan to organ powoływany na 3-letnią kadencję. Pracami zarządu kieruje Prezydent, którym przez 20 lat pozostawała Henryka Bochniarz (1999–2019). W dniu 27 czerwca 2019 na jej następcę został wybrany Maciej Witucki. Dotychczasowa prezydent Henryka Bochniarz została wybrana na przewodniczącą Rady Głównej Konfederacji. Prezydent Konfederacji powołuje Radę Konsultacyjną, która stanowi dla niego swoiste centrum doradcze.
| Imię i nazwisko   | Okres sprawowania urzędu              |
| ----------------- | ------------------------------------- |
| Henryka Bochniarz | styczeń 1999 – 27 czerwca 2019        |
| Maciej Witucki    | od 27 czerwca 2019 do 26 czerwca 2025 |
| Marek Górski      | od 26 czerwca 2025                    |

Od 2 stycznia 2013 r. przy Konfederacji działa Rada Regionów. Radę Regionów tworzą Prezesi Związków Regionalnych będących organizacjami członkowskimi Konfederacji Lewiatan. Funkcję przewodniczącego Rady Regionów pełni obecnie Artur Mazurkiewicz.

## Przyznawane nagrody
Konfederacja Lewiatan co roku przyznaje 4 nagrody:
- Nagroda im. Andrzeja Wierzbickiego dla przedsiębiorców, nadających styl polskiej przedsiębiorczości, kontynuując jej najlepsze tradycje. Nagroda przyznawana jest osobie, która tworzy nie tylko dobrą, sprawnie zarządzaną firmę, ale odczuwa też potrzebę współuczestniczenia w działaniach na rzecz środowiska przedsiębiorców, wspierania dobrych inicjatyw gospodarczych i społecznych, ma wizję rozwijania odpowiedzialnego biznesu. Nagroda przyznawana jest w dwóch kategoriach – osobie zasłużonej dla rozwoju podmiotów dużych oraz osobie zasłużonej dla rozwoju podmiotów mikro, małych i średnich.
- Nagroda im. Władysława Grabskiego przyznawana jest osobistości życia publicznego, która w sposób decydujący przyczyniła się do rozwoju przedsiębiorczości. Nagrodę dostaje osoba, która, podobnie jak kiedyś Władysław Grabski, stara się dbać o zdrowie gospodarcze oraz ekonomiczną siłę państwa.
- Nagroda Specjalna Zarządu przyznawana osobom wybitnie zasłużonym na polu kultury, polityki, nauki, życia publicznego i gospodarki.
- Nagroda Za Odważne Myślenie przyznawana od 2012 r. przez Zarząd Konfederacji i Fundację na Rzecz Myślenia im. Barbary Skargi.

Laureaci:
| Rok  | Nagroda im. Andrzeja Wierzbickiego                                               | Nagroda im. Władysława Grabskiego | Nagroda Specjalna Lewiatana                               | Nagroda Za Odważne Myślenie                             |
| ---- | -------------------------------------------------------------------------------- | --------------------------------- | --------------------------------------------------------- | ------------------------------------------------------- |
| 2004 | Adam Krzanowski, Jerzy Krzanowski                                                | Leszek Balcerowicz                | Nagroda przyznawana od 2005                               | Nagroda przyznawana od 2012                             |
| 2005 | Piotr Soyka                                                                      | Jerzy Hausner                     | Lech Wałęsa                                               | Nagroda przyznawana od 2012                             |
| 2006 | Krzysztof Pawiński                                                               | Dalia Grybauskaitė                | Wiesław Rozłucki, Jacek Socha                             | Nagroda przyznawana od 2012                             |
| 2007 | Solange Olszewska, Krzysztof Olszewski                                           | Grażyna Gęsicka                   | Danuta Hübner, Władysław Bartoszewski, Tadeusz Mazowiecki | Nagroda przyznawana od 2012                             |
| 2008 | Adam Góral                                                                       | Jerzy Buzek                       | Barbara Skarga, Marek Edelman                             | Nagroda przyznawana od 2012                             |
| 2009 | Nie przyznano                                                                    | Nie przyznano                     | Nie przyznano                                             | Nagroda przyznawana od 2012                             |
| 2010 | Leszek Czarnecki                                                                 | Michał Boni                       | Janusz Lewandowski                                        | Nagroda przyznawana od 2012                             |
| 2011 | Jerzy Starak                                                                     | Bogdan Zdrojewski                 | Krystyna Janda, Aleksander Smolar                         | Nagroda przyznawana od 2012                             |
| 2012 | Dariusz Miłek                                                                    | Mikołaj Dowgielewicz              | Mariusz Walter                                            | Adam Boniecki                                           |
| 2013 | Władysław Frasyniuk                                                              | Elżbieta Bieńkowska               | Bronisław Komorowski                                      | Ewa Łętowska                                            |
| 2014 | Tomasz Zaboklicki                                                                | Marek Belka                       | Leszek Balcerowicz                                        | Jerzy Owsiak                                            |
| 2015 | Leszek Gierszewski                                                               | Lena Kolarska-Bobińska            | Andrzej Koźmiński                                         | Adam Michnik                                            |
| 2016 | Krzysztof Zawadzki, Igor Klaja                                                   | Jerzy Koźmiński                   | Wolfgang Schäuble                                         | Wiktor Osiatyński                                       |
| 2017 | Marek Maj, Paweł Szataniak                                                       | Nie przyznano                     | Jerzy Baczyński i zespół „Polityki”                       | Agnieszka Holland                                       |
| 2018 | Nie przyznano                                                                    | Nie przyznano                     | Nie przyznano                                             | Nie przyznano                                           |
| 2019 | Michał Akszak-Okińczyc, Elżbieta i Zbigniew Grycanowie                           | Mariusz Haładyj                   | Nie przyznano                                             | Henryka Bochniarz                                       |
| 2020 | Nie przyznano                                                                    | Nie przyznano                     | Nie przyznano                                             | Nie przyznano                                           |
| 2021 | Andrzej Koźmiński                                                                | Gertruda Uścińska                 | Sławomir S. Sikora Maciej Głogowski                       | Adam Bodnar                                             |
| 2022 | Rafał Brzoska, Wiktor Wolfson                                                    | Waldemar Dąbrowski                | Marek Tejchman                                            | Ewa Woydyłło-Osiatyńska                                 |
| 2023 | Jan Polcyn, Dawid Leśniakiewicz, Sebastian Langa, Piotr Pełka i Radosław Kulesza | Jacek Karnowski                   | Barbara Labuda                                            | Anita Błaszczak, Unia Ukraińskich Przedsiębiorców (SUP) |
| 2024 | Maria Waliczek, Piotr Voelkel                                                    | Nie przyznano                     | Leszek Balcerowicz                                        | Hanna Machińska                                         |

W 2009 roku, ze względu na przyznanie okolicznościowych Nagród 10-lecia osobom najbardziej zasłużonym dla rozwoju PKPP Lewiatan, nie przyznano regulaminowych Nagród Lewiatana.